# 鳥たちの目覚め
『鳥たちの目覚め』（とりたちのめざめ、フランス語: Réveil des oiseaux）は、オリヴィエ・メシアンが1953年に作曲したピアノと管弦楽のための音楽作品。38種の鳥の声をもとにして作曲され、演奏時間は約20分。鳥の声をもとにした一連の管弦楽作品（『異国の鳥たち』、『クロノクロミー』）のうち最初のものだが、他の曲には鳥の歌以外の要素が含まれているのに対し、本作品は純粋に鳥の歌にもとづいて書かれている。

## 作曲の経緯
メシアンは早くから鳥の歌に注目し、1944年の著書『わが音楽語法』では1章を鳥の歌にさいているし、1940年の『世の終わりのための四重奏曲』にも「鳥たちの深淵」という曲がある。しかし初期の曲に登場する鳥はあくまで象徴であって、実際の鳥の鳴き声をそのまま音楽化したものではない。
1952年4月、メシアンはシャラント県ブランドレ・ド・ガルデペ(Branderaie de Garde-Épée)にある鳥類学者のジャック・ドラマン (Jacques Delamain) の家を訪れて鳥類学を学び、鳥の歌を採譜した。この経験は『4つのリズム・エチュード』などで当時メシアンが行っていた実験的な作風からの転機になった。メシアンはその後生涯にわたって鳥の歌を体系的に収集した。
1953年のドナウエッシンゲン音楽祭のための曲を依頼されたメシアンは、鳥の歌によるピアノ協奏曲を計画した。ピアノ・ソロを担当するイヴォンヌ・ロリオは自ら実際の鳥の合唱を聞きに行った。作品はその年に没したドラマンの思い出、イヴォンヌ・ロリオ、および森の鳥たちの三者に献呈された。
メシアンによると、『鳥たちの目覚め』と『異国の鳥たち』は鳥の歌だけでできている点で非常に特殊である。『異国の鳥たち』の方にはリズムをつけ加えているが、『鳥たちの目覚め』にはそれもない。
1953年7月にダルムシュタットの夏期講習の講師となったメシアンは、その最終日に鳥の歌をテーマに話した。
『鳥たちの目覚め』は1953年10月11日にドナウエッシンゲンでハンス・ロスバウトの指揮によって初演されたが、聴衆は無関心だった。フランス初演は12月18日にシャンゼリゼ劇場でモーリス・ルルーの指揮、イヴォンヌ・ロリオのピアノによって行われた。

## 編成
フルート3（ピッコロ持ちかえ）、オーボエ2（コーラングレ持ちかえ）、クラリネット2（小クラリネット持ちかえ）、バスクラリネット、ファゴット3、ホルン2、トランペット2、パーカッション（木魚4、サスペンデッド・シンバル、ウッドブロック、タムタム）、チェレスタ、シロフォン、鍵盤付きグロッケンシュピール、ピアノ独奏、弦五部（8-8-8-8-6）。

## 構成
春の日の真夜中から正午までの鳥たちの声を忠実に音楽に移しかえた作品である。スコアには詳細な説明が加えられている。
ピアノのみによる真夜中のサヨナキドリの声ではじまる。それからコキンメフクロウ、アリスイ、ヨーロッパウグイス、モリヒバリ、クロウタドリ、ヨーロッパヨタカなどがソロ楽器によって聞こえてくるが、音は非常に薄い。2か所にピアノによるノドジロムシクイの短いカデンツァが加えられる。
午前4時になるとピアノによるウタイムシクイの声が聞こえてくる。新しい鳥たちを加えた合奏とピアノによるヨーロッパコマドリの歌のあと、段々と他の鳥たちが加わっていき、最後には全奏による極端に複雑なポリフォニー音楽が作られるが、中でもトランペットを含む木管・弦楽器によるウタツグミと、ホルンとチェロによるニシコウライウグイス（ロリオ）が目立つ。
全奏は突然止み（日の出）、それからピアノによるズグロムシクイのカデンツァで朝の歌がはじまる。チェレスタとグロッケンシュピールによるノドジロムシクイの歌の後、クラリネットによるムネアカヒワの歌から再びだんだんと鳥たちが集まってきて再び全奏にいたる。 
ピアノによる最後のカデンツァはさまざまな鳥の声をつなぎあわせたもので、4分ほど続く長大なものである。ピアノが止まると完全な休止となり、これが正午にあたる。最後にアカゲラが木をつつく音（ウッドブロック）と遠くのカッコウの声（木魚）が小さく聞こえて終わる。